# Stadtplanungsausstellung Peking

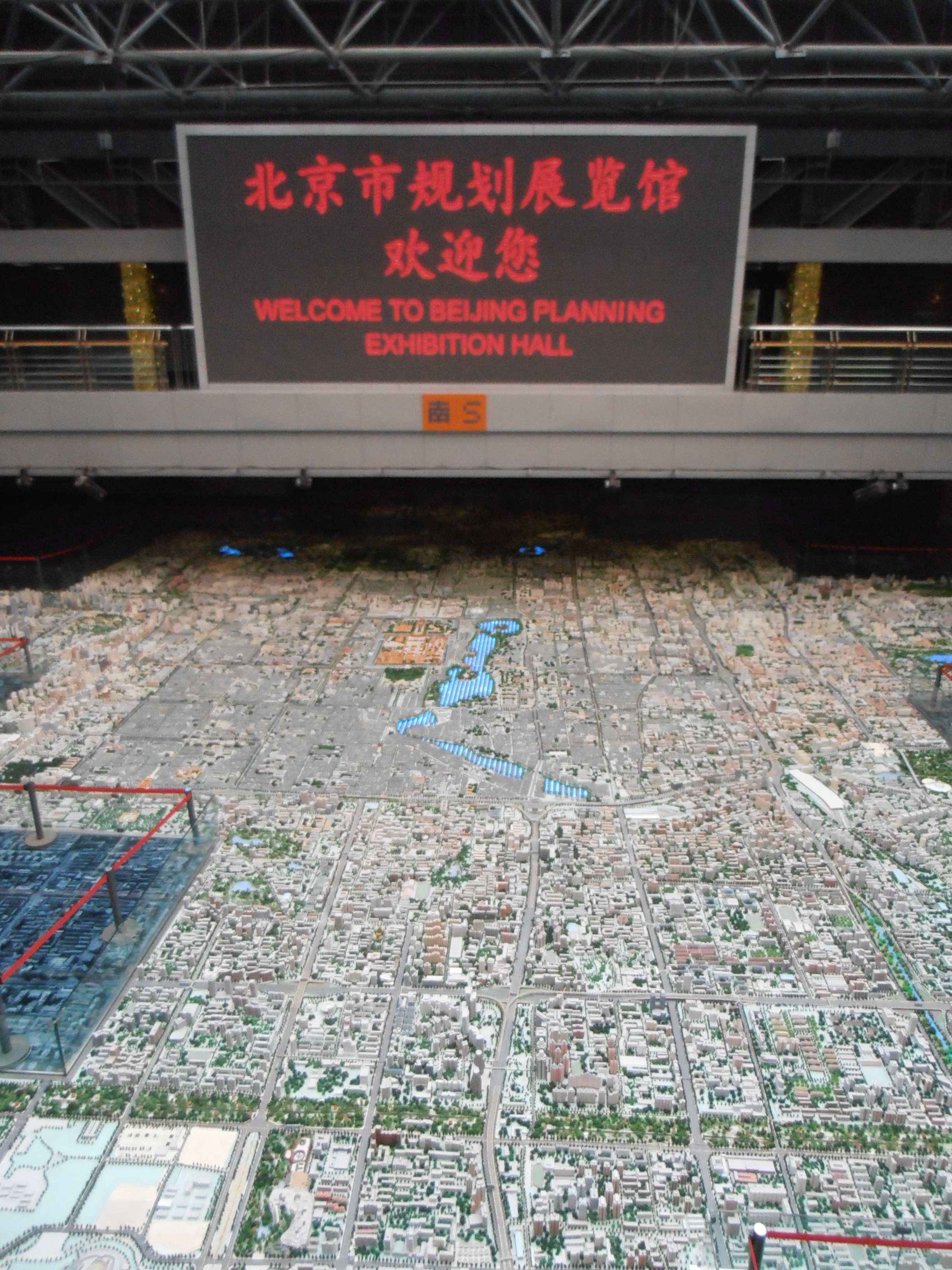
Peking Stadtmodell

Die Stadtplanungsausstellung Peking ist eine Ausstellung, die die Entwicklung von Peking, China über die letzten Jahrhunderte aufzeigt. Auf vier Etagen werden verschiedene Modelle der Stadt gezeigt und einzelne Gebäude näher erklärt. Das Ausstellungsgebäude befindet sich am Tian’anmen-Platz.